# Anila Mirza
Anila of Aneela Mirza (Frederiksværk, 8 oktober 1974) is een Deense zangeres. Ze is het meest bekend van Toy-Box.

## Biografie
Mirza werd geboren als dochter van een half-Pakistaanse, half-Iraanse moeder en een Indiase vader.

## Carrière
Mirza vormde in de jaren 90 samen met Amir El Falaki de Deense popgroep Toy-Box en had daarmee wereldwijd succes met meer dan 4,5 miljoen verkochte albums.
Op haar vijftiende speelde ze voor het eerst in een film.
Na het Toy-Box avontuur begon ze een solocarrière. In 2005 bracht ze haar eerste single Bombay Dreams uit. De twee, Say Na/Jande, kwam gelijktijdig met de Bollywood-film Bluffmaster uit.

## Privé
Aneela is getrouwd en woont in het Verenigd Koninkrijk.